# Lichtenau (Mittelfranken)
Lichtenau (ⓘ, fränkisch: Liechdn-ah bzw. Liachdn-ah) ist ein Markt im Landkreis Ansbach in Mittelfranken und zählt zur Metropolregion Nürnberg.

## Geografie

### Geografische Lage
Lichtenau liegt im Tal der Fränkischen Rezat etwa zehn Kilometer östlich von Ansbach.

### Gemeindegliederung
Es gibt 25 Gemeindeteile (in Klammern ist der Siedlungstyp angegeben):
- Bachmühle (Einöde)
- Ballmannshof (Weiler)
- Boxbrunn (Dorf)
- Büschelbach (Dorf)
- Erlenmühle (Einöde)
- Fischbach (Dorf)
- Gotzendorf (Dorf)
- Gotzenmühle (Einöde)
- Hammerschmiede (Einöde)
- Herpersdorf (Dorf)
- Immeldorf (Pfarrdorf)
- Kirschendorf (Weiler)
- Lichtenau (Hauptort)
- Malmersdorf (Dorf)
- Oberrammersdorf (Dorf)
- Rückersdorf (Weiler)
- Schlauersbach (Dorf)
- Stritthof (Einöde)
- Unterrottmannsdorf (Dorf)
- Waltendorf (Einöde)
- Wattenbach (Dorf)
- Weickershof (Einöde)
- Weidenmühle (Einöde)
- Zandt (Dorf)
- Zandtmühle (Einöde)

Die Kunstmühle und die Lichtenauer Kellerhäuser sind keine amtlich benannten Gemeindeteile.
Es gibt auf dem Gemeindegebiet die Gemarkungen Fischbach, Herpersdorf (Gemarkungsteil 0), Immeldorf, Lichtenau, Malmersdorf, Ratzenwinden (Gemarkungsteil 0), Schlauersbach, Unterrottmannsdorf und Wattenbach. Die Gemarkung Lichtenau hat eine Fläche von 5,706 km². Sie ist in 1939 Flurstücke aufgeteilt, die eine durchschnittliche Flurstücksfläche von 2942,60 m² haben. In ihr liegen neben dem namensgebenden Ort die Gemeindeteile Boxbrunn, Stritthof und Weickershof.

### Nachbargemeinden
| Sachsen bei Ansbach | Heilsbronn                                  | Petersaurach   |
| Ansbach             | Kompassrose, die auf Nachbargemeinden zeigt | Neuendettelsau |
| Weidenbach          | Merkendorf, Wolframs-Eschenbach             | Windsbach      |

## Geschichte
Im Jahre 1246 wurde der Ort als de castro Lihtenowe erstmals urkundlich erwähnt in Zusammenhang mit einem Testament, in dem der staufische Reichsvogt, Rudolf von Dornberg, das Schloss Lichtenau seiner Gemahlin Kunigunde vermachte, Eigentümer war aber das Reich. Grundwort des Burgnamens ist mhd. „ouwe, owe“ (= von Wasser umflossenes Land), Bestimmungswort das Adjektiv „lieht, licht“ (= hell, strahlend), womit nicht das Baumaterial, sondern die gute Eigenschaft der Burg bezeichnet werden soll.
Ursprünglicher Lehnsherr war das Hochstift Würzburg. Lehensträger waren die Herren von Dornberg. Als diese 1288 ohne männliche Nachkommen ausstarben, kam ihr Besitz über Erbfolge an die Herren von Heideck. Von 1406 bis 1806 unterstand Lichtenau mit Zugehörungen der Reichsstadt Nürnberg, die ab 1500 ein Teil des Fränkischen Reichskreises war. Dem Pflegamt Lichtenau gehörten vier Hauptmannschaften an: Sachsen, Immeldorf, Hergersbach und Rohr. Die fünfeckige Festungsanlage dominiert den alten Ortskern. Sie erinnert stark an die Nürnberger Burg, deren Vorposten sie war.
Im Salbuch des nürnbergischen Pflegamtes Lichtenau von 1515 wurden für Lichtenau 1 Schloss mit Zugehörungen, 27 Häuser mit Stadel und Gärtlein, Badstube, Mahlmühle, Schenkstatt und Hirtenhaus angegeben. Sie alle unterstanden dem Pflegamt.
Nach dem Dreißigjährigen Krieg wurde Lichtenau Zuzugsort von rund 65 Glaubensvertriebenen v. a. aus Österreich.
Gegen Ende des 18. Jahrhunderts gab es in Lichtenau 45 Anwesen (18 ganze Bürgergüter, 1 ganzes Bürgergut mit Wirtschaft, 1 ganzes Bürgergut mit Braurecht, 1 ganzes Bürgergut mit Mühle, 9 halbe Bürgergüter, 1 viertel Bürgergut, 1 Haus, 1 Haus mit Back- und Braurecht, 1 halbes Haus, 1 Gut, 5 Tropfhäuser, 3 Tropfhäuser mit Braurecht, 2 halbe Tropfhäuser). Das Hochgericht, die Dorf- und Gemeindeherrschaft sowie die Grundherrschaft über die Anwesen übte das Pflegamt Lichtenau aus. Neben den Anwesen gab es noch herrschaftliche, kommunale und kirchliche Gebäude.
1806 kam Lichtenau an das Königreich Bayern. Im Rahmen des Gemeindeedikts wurde im Jahr 1808 der Steuerdistrikt Lichtenau gebildet, zu der Boxbrunn, Stritthof und Weickershof gehörten. Die Ruralgemeinde Lichtenau wurde im Jahr 1810 gegründet und war deckungsgleich mit dem Steuerdistrikt. Sie war in Verwaltung und Gerichtsbarkeit dem Landgericht Heilsbronn zugeordnet und in der Finanzverwaltung dem Rentamt Windsbach. Wenig später stellte Boxbrunn einen Antrag, mit dem Weickershof und Stritthof eine eigene Gemeinde zu bilden, was jedoch abgelehnt wurde. Von 1862 bis 1879 gehörte Lichtenau zum Bezirksamt Heilsbronn, ab 1880 zum Bezirksamt Ansbach (1939 in Landkreis Ansbach umbenannt) und zum Rentamt Heilsbronn (1919–1929: Finanzamt Heilsbronn, ab 1929: Finanzamt Ansbach). Die Gerichtsbarkeit blieb beim Landgericht Heilsbronn (1879 in Amtsgericht Heilsbronn umbenannt), seit 1956 ist das Amtsgericht Ansbach zuständig. 1964 hatte die Gemeinde Lichtenau eine Gebietsfläche von 5,421 km².

### Eingemeindungen
| Gemeinde           | Einwohner (1970) | Eingemeindungs- datum | Bemerkungen                                                                                  |
| ------------------ | ---------------- | --------------------- | -------------------------------------------------------------------------------------------- |
| Fischbach          | 106              | 1. April 1971         |                                                                                              |
| Herpersdorf        | 371              | 1. Januar 1972        | Eingliederung von 83 der 371 Einwohner, Umgliederung der anderen Einwohner nach Petersaurach |
| Immeldorf          | 347              | 1. April 1971         |                                                                                              |
| Malmersdorf        | 164              | 1. April 1971         |                                                                                              |
| Ratzenwinden       | 183              | 1. Januar 1972        | Eingliederung von 57 der 183 Einwohner, Umgliederung der anderen Einwohner nach Sachsen      |
| Sachsen            | 34               | 1. Oktober 1972       | Verbleib der anderen Einwohner in Sachsen                                                    |
| Schlauersbach      | 211              | 1. April 1971         |                                                                                              |
| Unterrottmannsdorf | 209              | 1. Januar 1972        |                                                                                              |
| Wattenbach         | 214              | 1. Januar 1972        |                                                                                              |

### Einwohnerentwicklung
Gemeinde Lichtenau
| Jahr      | 1818   | 1840   | 1852   | 1861   | 1867   | 1871   | 1875   | 1880   | 1885   | 1890   | 1895   | 1900   | 1905   | 1910   | 1919   | 1925   | 1933   | 1939   | 1946   | 1950   | 1961   | 1970   | 1987   | 1995 | 2005 | 2015   |
| Einwohner | 482    | 726    | 962    | 1035   | 1127   | 1089   | 1299   | 1271   | 1312   | 1228   | 1278   | 1431   | 1405   | 1379   | 1257   | 1335   | 1000   | 934    | 1663   | 1838   | 1718   | 1839   | 3486   | 3823 | 3791 | 3806   |
| Häuser    | 77     | 82     |        |        |        | 122    |        |        | 149    | 145    |        | 170    |        |        |        | 174    |        |        |        | 202    | 254    |        | 891    |      |      | 1130   |
| Quelle    | [ 22 ] | [ 23 ] | [ 24 ] | [ 25 ] | [ 26 ] | [ 27 ] | [ 28 ] | [ 29 ] | [ 30 ] | [ 31 ] | [ 32 ] | [ 33 ] | [ 32 ] | [ 34 ] | [ 32 ] | [ 35 ] | [ 32 ] | [ 32 ] | [ 32 ] | [ 36 ] | [ 18 ] | [ 37 ] | [ 38 ] |      |      | [ 39 ] |

Gemeindeteil Lichtenau
| Jahr      | 001818 | 001840 | 001861 | 001871 | 001885 | 001900 | 001925 | 001950 | 001961 | 001970 | 001987 |
| Einwohner | 411    | 650    | 946    | 988    | 1227   | 1362   | 1255   | 1722   | 1652   | 1763   | 2168   |
| Häuser    | 65     | 70     |        |        | 137    | 170    | 161    | 188    | 239    |        | 575    |
| Quelle    | [ 22 ] | [ 23 ] | [ 25 ] | [ 27 ] | [ 30 ] | [ 33 ] | [ 35 ] | [ 36 ] | [ 18 ] | [ 37 ] | [ 38 ] |

## Politik

### Marktgemeinderat
Der Marktgemeinderat von Lichtenau hat ohne den Bürgermeister 16 Mitglieder.
|      | SPD | CSU | UWG 1 | Grüne | Gesamt   |
| 2020 | 4   | 4   | 6     | 2     | 16 Sitze |
| 2014 | 4   | 5   | 7     | -     | 16 Sitze |
| 2008 | 4   | 5   | 7     | -     | 16 Sitze |
| 2002 | 3   | 7   | 6     | -     | 16 Sitze |

### Bürgermeister
| Amtszeit       | Name                     |
| -------------- | ------------------------ |
| 1980–1996      | Friedrich Großmann (CSU) |
| bis April 2008 | Andreas Wattenbach (CSU) |
| 2008–2020      | Uwe Reißmann (SPD)       |
| seit Mai 2020  | Markus Nehmer (SPD)      |

### Wappen und Flagge
Wappen
| Wappen von Lichtenau | Blasonierung: „Über von Rot, Silber und Blau geteiltem Schildfuß gespalten; vorne in Gold ein halber, rot bewehrter schwarzer Adler am Spalt, hinten fünfmal schräg geteilt von Rot und Silber.“ |
| Wappen von Lichtenau | Wappenbegründung: Der halbe schwarze Adler und die Schrägteilung von Rot und Silber entspricht dem Wappen der Reichsstadt Nürnberg, zu der der Ort von 1406 bis 1806 gehörte. Der Schildfuß erinnert an die Herren von Heideck, die davor die Burgherren waren. Seit dem 17. Jahrhundert verwendete das nürnbergische Pflegamt Lichtenau ein Wappen, das die Marktgemeinde 1937 ohne Verleihung annahm. Das Innenministerium stimmte der Wappenführung 1964 zu. |

Flagge
Lichtenau hat eine blau-weiß-rote Gemeindeflagge.

## Religion
Es gibt eine evangelisch-lutherische und eine römisch-katholische Kirchengemeinde mit je einer Kirche.

## Baudenkmäler

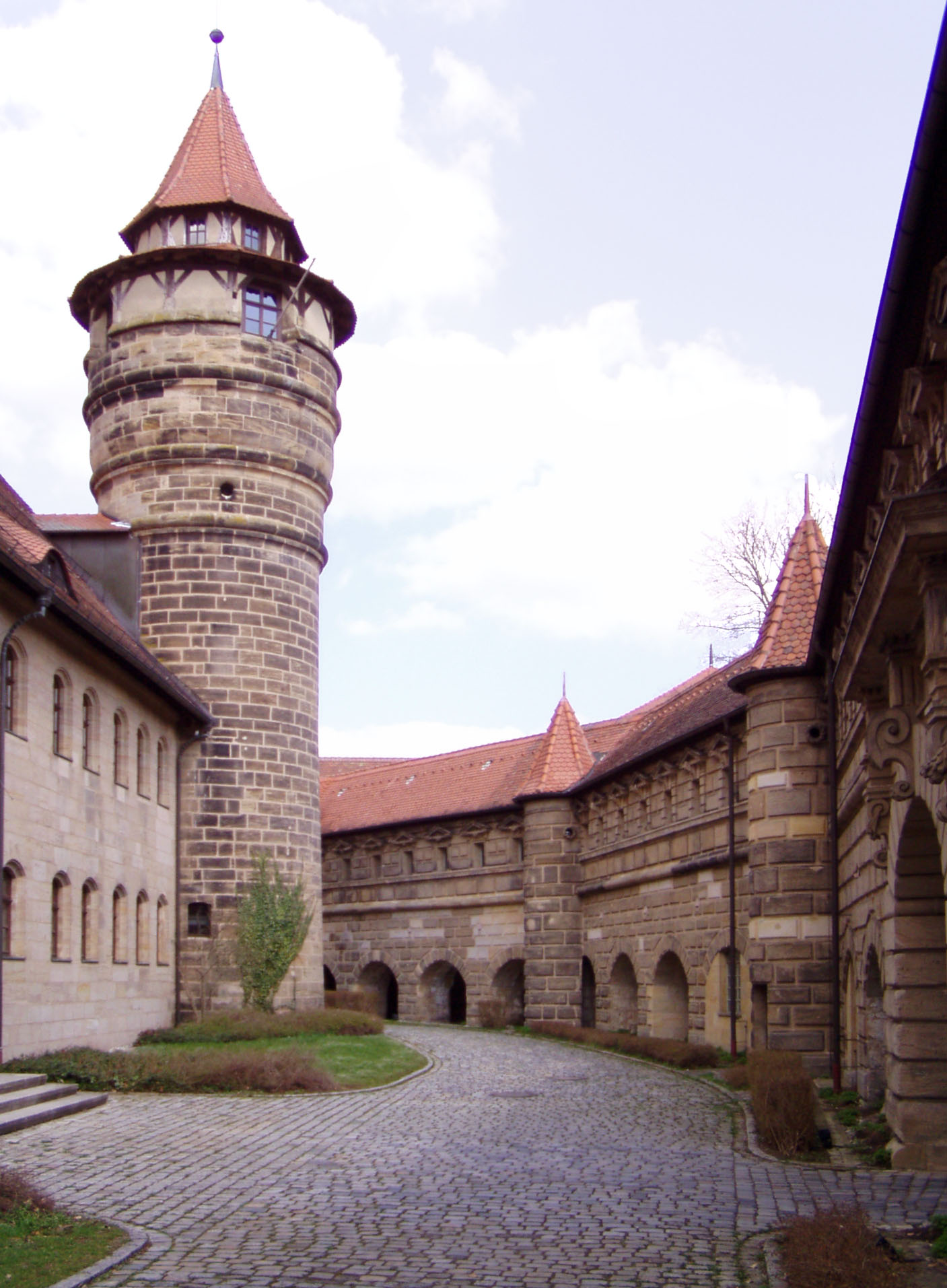
Innenhof der Feste

- Die Festung Lichtenau geht auf eine mittelalterliche Wasserburg zurück. Sie ist ein Glanzstück der Renaissancebaukunst, auch wenn sie zum Zeitpunkt ihrer Fertigstellung nicht mehr der damaligen Entwicklung des Festungsbaus entsprach und durch ihre Lage im Tal nicht gut gegen Belagerungsartillerie zu verteidigen war. Die Festung wurde viele Jahre als Gefängnis genutzt, nachdem Lichtenau im Jahr 1806 Bayern zugeschlagen worden war. 1933 richtete der nationalsozialistische Staat in der Festung Lichtenau ein Arbeitsdienstlager ein; es hatte allerdings nur drei Jahre Bestand. Anfang der 1980er Jahre wurde die Festung umfassend saniert. Das Staatsarchiv Nürnberg hat dort seit 1983 eine Außenstelle.
- Dreieinigkeitskirche: Spätbarocke Kirche, 1724 erbaut.

## Verkehr
Die Staatsstraße 2223 verläuft nördlich von Lichtenau und führt zur Anschlussstelle 53 der Bundesautobahn 6 (2,8 km östlich) bzw. nach Sachsen bei Ansbach (1,8 km westlich). Die Staatsstraße 2412 führt über Herpersdorf und Langenloh nach Petersaurach (5 km nordöstlich). Die Kreisstraße AN 12 führt an Wattenbach vorbei und über Wöltendorf nach Wolframs-Eschenbach zur Staatsstraße 2220 (6,5 km südöstlich) bzw. an Volkersdorf und Milmersdorf vorbei nach Sachsen (2,4 km nordwestlich). Die Kreisstraße AN 1 führt nach Oberrammersdorf (3,7 km südwestlich). Gemeindeverbindungsstraßen führen nach Malmersdorf (1,6 km östlich) und Boxbrunn (1 km südlich).
Durch Lichtenau führen die Fernwanderwege Rangau-Querweg die Rangau-Linie des Main-Donau-Weg.

## Sport
Der TSV 1910 Lichtenau ist ein Sportverein, der die Sportarten Eisstock, Faustball, Fußball, Handball, Kegeln, Radsport, Tennis, Turnen und Volleyball anbietet.
 Handball: Die Handballabteilung des TSV Lichtenau nimmt mit Männermannschaften, Frauenteams und Nachwuchsmannschaften am Spielbetrieb des Bayerischen Handballverbandes (BHV) teil. Die TSV Handballfrauen wurden 2016 mittelfränkischer Meister und sind in die fünftklassige bayerische Handball-Landesliga aufgestiegen. Seit 2016 gibt es eine Spielgemeinschaft mit dem TV Heilsbronn, die unter dem Namen SG Kernfranken auftritt. 2024/25 spielt die SG Kernfranken in der bayerischen Oberliga.
Der Golfclub Lichtenau-Weickershof e. V. wurde im Jahre 1978 gegründet und hat eine über die Region hinaus bekannte Turnieranlage, die bereits mehrmals Austragungsort deutscher Meisterschaften war. Der Golfplatz wurde mit dem Umweltpreis des Deutschen Golfverbands ausgezeichnet. Ehrenpräsident Hans-Peter Müller (1946–2020) war 26 Jahre Präsident des Clubs und hat diesen maßgeblich geprägt.

## Wirtschaft und Infrastruktur
Seit 2006 vereint der Gewerbeverband Lichtenau-Sachsen e. V. die Selbständigen der beiden benachbarten Gemeinden Lichtenau und Sachsen bei Ansbach. Da die Gewerbeflächen im Ort nicht mehr ausreichten, wurde 2012 das Gewerbegebiet "A 6", direkt an der Autobahnauffahrt zur Bundesautobahn 6 erschlossen und bebaut.
Bekanntestes Unternehmen am Ort war bis März 2021 die Brauerei „Hauff-Bräu“. International bekannt ist die Firma Eberhardt GmbH als Weltmarktführer für Schinkenpressen. Bundesweit bekannt wurde die Franke Elektrotechnik GmbH als Unternehmen des Jahres 1998 und als erster Solarinstallateur mit zertifiziertem Umweltmanagementsystem.
Von 2003 bis 2016 war Lichtenau Teil der Kommunalen Allianz LiSa, zu der die politische Gemeinde Sachsen b.Ansbach gehörte. Seit 2016 ist die Gemeinde Teil der Allianz Kernfranken, die aus dem Zusammenschluss von LiSa und Komm,A (Bruckberg, Dietenhofen, Heilsbronn, Neuendettelsau, Petersaurach und Windsbach) entstand.
Lichtenau beherbergt eine Außenstelle der JVA Nürnberg und eine sogenannte Anstaltsgärtnerei. Es gibt einen kommunalen Friedhof mit historischen Gruften und Gräbern. Ein alter Steinbruch, in dem Sandstein gebrochen wurde, ist in Privatbesitz.

## Persönlichkeiten
- Johann Christoph Gatterer (1727–1799), Historiker, Diplomatiker
- Franz Seraph Seitz (1811–1892), Mediziner und Hochschullehrer
- Oskar Freiherr von Redwitz (1823–1891), Dichter
- Leonhard Roth (1881–1933), Jurist und Bezirksoberamtmann, geboren in Zandt
- Wolf Klaußner 1930–2005, Schriftsteller